# Hotel del Luna
A Hotel del Luna (hangul: 호텔 델루나, Hothel Telluna, RR: Hotel Delluna) 2019-ben bemutatott dél-koreai televíziós sorozat, melyet a tvN csatorna vetít I Dzsiun (Lee Ji-eun) és Jo Dzsingu (Yeo Jin-gu) főszereplésével. A forgatókönyvet a Hong nővérek írták.

## Cselekmény
Csang Manvol (Jang Man-wol) a Hotel Del Luna igazgatónője. Ez nem egy szokványos szálloda, holtak számára kínál lelki gyógyulást, mielőtt átlépnének a másvilágra. Manvol (Manwol)t múltbéli tettei miatt láncolták a szállodához ezer évvel ezelőtt. A szállodába betéved egy ember szelleme, akinek teste még nem halt meg, és a férfi letép egy virágot a szálloda udvarán álló hatalmas fáról. A tette miatt Manvol (Manwol) választás elé állítja: vagy meghal, vagy segít a férfinak visszakerülni a testébe, de cserébe az felajánlja neki a fiát. A férfi kénytelen-kelletlen beleegyezik, mert nem akarja egyedül hagyni a kisfiút. Felnőve a fiú, Ku Cshanszong (Gu Chan-seong) sikeres és felkapott szállodaigazgatóvá válik, és Manvol (Manwol) felkeresi, hogy beteljesítse az apa által tett ígéretet. Cshanszong (Chan-seong) megkapja tőle a képességet, hogy lássa a szellemeket, és a fiatal férfinak a szálloda ügyes-bajos hétköznapi „emberi” ügyeit kell intéznie. Közben azonban lassan feltárul Manvol (Manwol) múltja is, és az is kiderül, hogy Cshanszong (Chan-seong) nem véletlenül került a nő útjába.

## Szereplők
- I Dzsiun (Lee Ji-eun) mint Csang Manvol (Jang Man-wol)
- Jo Dzsingu (Yeo Jin-gu) mint Ku Cshanszong (Gu Chan-seong)
- Csong Donghvan (Jeong Dong-hwan) mint No igazgató, a Hotel Del Luna emberi igazgatója Cshanszong (Chan-seong) előtt
- Sin Dzsonggun (Sin Jeong-geun) mint Kim úr, a szálloda szellemszemélyzetének legrégebbi tagja
- Pe Heszon (Bae Hae-seon) mint Cshö Szohi (Choi Seo-hui), a szellemszemélyzet tagja
- Phjo Dzsihun (Pyo Ji-hun) mint Csi Hjondzsung (Ji Hyeon-jung), a recepciós
- Szo Iszuk (Seo Yi-suk) mint Mago istennő